# Blackbird (singel Normy John)
Blackbird – singel fińskiego zespołu muzycznego Norma John, wydany 9 stycznia 2017 nakładem wytwórni płytowych EMI Finland oraz Capitol Records. Utwór napisała Leena Tirronen, której przy tworzeniu kompozycji towarzyszył Lasse Piirainen, a przy produkcji Kalle Keskikuru. Za projekt okładki singla odpowiadała Maria „Bifu” Ahonen, a za mastering utworu Svanet Forsbäck. Singel reprezentował Finlandię w 62. Konkursie Piosenki Eurowizji w Kijowie.

## Lista utworów
- Digital download[1]

1. „Blackbird” – 3:08

## Notowania
Singel dotarł do 27. miejsca w zestawieniu airplay, a także 10. pozycji na liście najczęściej pobieranych utworów w formie digital download w Finlandii.
| Kraj      | Organizacja       | Notowanie (2017)           | Najwyższa pozycja |
| --------- | ----------------- | -------------------------- | ----------------- |
| Finlandia | Musiikkituottajat | Download – Latauslista     | 10                |
| Finlandia | Musiikkituottajat | Airplay – Radiosoittolista | 27                |